# Liste der denkmalgeschützten Objekte in Waldhausen im Strudengau
Die Liste der denkmalgeschützten Objekte in Waldhausen im Strudengau enthält die 13 denkmalgeschützten, unbeweglichen Objekte in Waldhausen im Strudengau.
Bei der Verfassung der Beschreibungen der einzelnen Objekte wurden im Wesentlichen die Informationen der Homepage von Waldhausen im Strudengau verwendet.

## Denkmäler
| Foto |                 | Denkmal                                                                                          | Standort                                           | Beschreibung | Metadaten |
| ---- | --------------- | ------------------------------------------------------------------------------------------------ | -------------------------------------------------- | --- | --- |
| ja   | Datei hochladen | Hinterredt/Hinterederhofstatt und Kapelle HERIS-ID: 23950 Objekt-ID: 20322                       | Dendlreith 23 Standort KG: Waldhausen              | Das zweigeschoßige Forsthaus wurde um 1907 mit weit vorkragendem Satteldach erbaut. Die daneben stehende Giebelkapelle aus dem Jahr 1911 besitzt Glasfenster mit der Darstellung des hl. Hubertus und von Antonius Eremit. | BDA-Hist.: Q37880411 Status: § 2a Stand der BDA-Liste: 2025-06-30 Name: Hinterredt/Hinterederhofstatt und Kapelle GstNr.: 1900                                                    |
| ja   | Datei hochladen | Ereignisdenkmal HERIS-ID: 23955 Objekt-ID: 20327                                                 | bei Gloxwald 90 Standort KG: Waldhausen            | Tabernakelsäule mit der Jahreszahl 1859. | BDA-Hist.: Q37880444 Status: § 2a Stand der BDA-Liste: 2025-06-30 Name: Ereignisdenkmal GstNr.: 4165                                                                              |
| ja   | Datei hochladen | Flur-/Wegkapelle HERIS-ID: 23951 Objekt-ID: 20323                                                | bei Marienhöhe 25 Standort KG: Waldhausen          | An der Abzweigung nach Schlossberg steht die Kapelle mit der Figur des hl. Leonhard. Erbaut Ende des 19. Jahrhunderts. | BDA-Hist.: Q37880430 Status: § 2a Stand der BDA-Liste: 2025-06-30 Name: Flur-/Wegkapelle GstNr.: 257/9                                                                            |
| ja   | Datei hochladen | Kath. Pfarrkirche hl. Johannes der Täufer HERIS-ID: 24048 Objekt-ID: 20421                       | Markt Standort KG: Waldhausen                      | Die Pfarrkirche von Waldhausen ist das bedeutendste nachgotische Bauwerk in Österreich. | BDA-Hist.: Q37881281 Status: § 2a Stand der BDA-Liste: 2025-06-30 Name: Kath. Pfarrkirche hl. Johannes der Täufer GstNr.: .23 Parish church of Waldhausen im Strudengau           |
| ja   | Datei hochladen | Anlage ehem. Stift Waldhausen HERIS-ID: 68974 Objekt-ID: 82018                                   | Schloßberg 1 Standort KG: Waldhausen               | Das ehemalige Stift Waldhausen wurde 1147 errichtet un 1786 durch Joseph II. aufgelassen. Die Stiftskirche verfügt über einen in frühbarockem Stil unter Baumeister Carlo Canevale von 1647 bis 1680 erbauten und mit Stuck und Fresken ausgestatteten Kirchenraum, der über helle Seitenfenster lichtdurchflutet ist. Ebenfalls aus dieser Zeit stammt der 19 Meter hohe Hochaltar in Schwarz und Gold von Tischlermeister Paul Deniffl aus Passau. Die Waldhausener Mumien sind nicht öffentlich zugänglich. | BDA-Hist.: Q1712335 Status: § 2a Stand der BDA-Liste: 2025-06-30 Name: Anlage ehem. Stift Waldhausen GstNr.: .56/1, 6909, .53, 451, 449, 479/1, 479/3 Stift Waldhausen            |
| ja   | Datei hochladen | Ehemaliges Augustinerchorherrenkloster, Schultrakt des Klosters HERIS-ID: 38786 Objekt-ID: 38389 | Schloßberg 1a Standort KG: Waldhausen              | Nur mehr zwei Wirtschaftstrakte des ehemaligen Nord- und Westtrakts erhalten. Ein zweigeschoßiger Bau in Hackenform mit einem fünfgeschoßigen Torturm. Um 2001 für die Oberösterreichische Landesausstellung (2002) renoviert und beinhaltet heute ein Museum zur Stiftsgeschichte. | BDA-Hist.: Q37983963 Status: Bescheid Stand der BDA-Liste: 2025-06-30 Name: Ehemaliges Augustinerchorherrenkloster, Schultrakt des Klosters GstNr.: .56/2 Stift Waldhausen        |
| ja   | Datei hochladen | Pfarrhof, ehemaliges Hofrichteramt HERIS-ID: 25116 Objekt-ID: 21532                              | Schloßberg 2 Standort KG: Waldhausen               | Das ehemalige Schusshaus des Bürgercorps Corporis Christi Compagnie wurde in der 2. Hälfte des 17. Jahrhunderts erbaut und 1800 in den Pfarrhof umgewandelt. Fassade mit schlichter Putzgliederung, Stichkappentonnen in den Eckräumen des Erdgeschoßes. | BDA-Hist.: Q37890350 Status: § 2a Stand der BDA-Liste: 2025-06-30 Name: Pfarrhof, ehemaliges Hofrichteramt GstNr.: .57 Pfarrhof, Waldhausen im Strudengau                         |
| ja   | Datei hochladen | Figurenbildstock Maria Immaculata HERIS-ID: 25118 Objekt-ID: 21534                               | Schloßberg 4, nördlich von Standort KG: Waldhausen | Nördlich des ehemaligen Meierhofes auf Schlossberg Nr. 4 steht der Bildstock mit der Jahreszahl 1708 (oder 1703). | BDA-Hist.: Q37890371 Status: § 2a Stand der BDA-Liste: 2025-06-30 Name: Figurenbildstock Maria Immaculata GstNr.: 346 Figurenbildstock_Maria_Immaculata,_Waldhausen_im_Strudengau |
| ja   | Datei hochladen | Figurenbildstock Gnadenstuhl HERIS-ID: 25119 Objekt-ID: 21535                                    | Schloßberg 4, südlich von Standort KG: Waldhausen  | Etwa 100 Meter südlich von Schlossberg Nr. 4 steht auf einer Toskanischen Säule der Gnadenstuhl, bezeichnet mit der Jahreszahl 1704. | BDA-Hist.: Q37890388 Status: § 2a Stand der BDA-Liste: 2025-06-30 Name: Figurenbildstock Gnadenstuhl GstNr.: 348 Figurenbildstock Gnadenstuhl, Waldhausen im Strudengau           |
| ja   | Datei hochladen | Miethaus, ehemaliges Spital HERIS-ID: 25121 Objekt-ID: 21537                                     | Schloßberg 15 Standort KG: Waldhausen              | Der im 17. Jahrhundert erbaute, mächtige zweigeschoßige Bau mit Schopfwalmdach besitzt im Vorhaus eine Stichkappentonne. Das ehemalige Entbindungsheim wird als Wohnhaus genutzt. | BDA-Hist.: Q37890420 Status: § 2a Stand der BDA-Liste: 2025-06-30 Name: Miethaus, ehemaliges Spital GstNr.: .71                                                                   |
| ja   | Datei hochladen | Persönlichkeitsdenkmal Kaiser Franz Josef I HERIS-ID: 23958 Objekt-ID: 20330                     | Standort KG: Waldhausen                            | Die Gusseisenbüste von Kaiser Franz Joseph I. aus dem Jahr 1908 steht auf einem Steinpfeiler am Klosterstieg, etwa 400 Meter nördlich der Pfarrkirche. | BDA-Hist.: Q37880459 Status: § 2a Stand der BDA-Liste: 2025-06-30 Name: Persönlichkeitsdenkmal Kaiser Franz Josef I GstNr.: 325/2                                                 |
| ja   | Datei hochladen | Figur hl. Johannes Nepomuk HERIS-ID: 25120 Objekt-ID: 21536                                      | Standort KG: Waldhausen                            | 200 m südlich des Stiftes, bezeichnet mit 1730. | BDA-Hist.: Q37890405 Status: § 2a Stand der BDA-Liste: 2025-06-30 Name: Figur hl. Johannes Nepomuk GstNr.: 342                                                                    |
| ja   | Datei hochladen | Friedhofskreuz HERIS-ID: 67727 Objekt-ID: 80708                                                  | Standort KG: Waldhausen                            | | BDA-Hist.: Q38117469 Status: § 2a Stand der BDA-Liste: 2025-06-30 Name: Friedhofskreuz GstNr.: 53/2 Cemetery cross in Waldhausen im Strudengau                                    |